# Baška (Croatie)
Pour les articles homonymes, voir Baška.
Baška est un village et une municipalité située sur l'ile de Krk, dans le comitat de Primorje-Gorski Kotar, en Croatie. Au recensement de 2001, la municipalité comptait 1 554 habitants, dont 91,31 % de Croates et le village seul comptait 901 habitants.

## Histoire
C'est près de Baška que fut découverte la pierre de Baška (Bašćanska ploča).

## Localités
La municipalité de Baška compte 4 localités :
- Baška
- Batomalj
- Draga Bašćanska
- Jurandvor

## Galerie

Panorama de Baška